# La Raza (Chicago)
La Raza es un periódico en español publicado en Estados Unidos que se edita y distribuye desde 1970 en Chicago. Es el periódico en español más leído en esta ciudad. Se distribuye de modo gratuito directamente a hogares en barrios hispanos de la ciudad y también en cajas en la calle y en tiendas.
Fundado por Alfredo Torres de Jesús en 1970, pasó en 1972 a ser propiedad de César Dovalina y a finales de 1983 fue adquirido por Luis Heber Rossi, reconocido empresario y promotor de conciertos en Chicago. Bajo el mando de Rossi, La Raza se convirtió en una de las publicaciones en español más importantes y prestigiadas de Estados Unidos.
Desde noviembre de 2004 La Raza pertenece a ImpreMedia, la compañía de publicación de periódicos en español más grande de Estados Unidos.
La Raza se aboca a informar y reflexionar sobre los asuntos clave para la comunidad latina de Chicago y su área metropolitana, con énfasis en los retos, las luchas, los éxitos y las posibilidades de la población hispana de la ciudad y de sus organizaciones cívicas. Por su labor La Raza ha sido premiada en varias ocasiones como el mejor semanario en español de Estados Unidos por  los premios José Martí de  la National Association of Hispanic Publications (Asociación Nacional de Publicaciones Hispanas) y ha recibido decenas de otros reconocimientos de parte de esa organización. 
También ha sido reconocida por la revista Editor & Publisher ('10 Newspapers That Do It Right 2015') y recientemente su calidad editorial y compromiso con el progreso de la comunidad latina de Chicago le han hecho al periódico La Raza merecedor de subvenciones en apoyo de su trabajo de parte de la Fundación Field de Illinois, la Fundación Robert R. McCormick, el Chicago Community Trust, el Facebook Journalism Project/Lenfest Institute y la Google News Initiative.
La Raza es parte de la Chicago Independent Media Alliance (enlace roto disponible en Internet Archive; véase el historial, la primera versión y la última). y ha participado en Chicago en proyectos coordinados por el Institute for Nonprofit News. Es también parte de Solving for Chicago, grupo de periodismo colaborativo coordinado por la Local Media Association.
Actualmente su director general es Jesús Del Toro.